# Santa Cruz La Laguna
Santa Cruz La Laguna är en kommunhuvudort i Guatemala.   Den ligger i departementet Departamento de Sololá, i den sydvästra delen av landet, 80 km väster om huvudstaden Guatemala City. Santa Cruz La Laguna ligger 1 974 meter över havet och antalet invånare är 1 422. Den ligger vid sjön Lago de Atitlán.
Terrängen runt Santa Cruz La Laguna är varierad. Runt Santa Cruz La Laguna är det tätbefolkat, med 276 invånare per kvadratkilometer. Närmaste större samhälle är Sololá, 4,3 km nordost om Santa Cruz La Laguna. Omgivningarna runt Santa Cruz La Laguna är en mosaik av jordbruksmark och naturlig växtlighet.